# BioFach
BioFach je největší světový veletrh biopotravin, doplňků stravy a kosmetiky, který se každoročně koná během února v německém Norimberku.
V roce 2008 se jej účastnilo 46484 účastníků a 2764 vystavovatelů a  ze 78 zemí. Z toho bylo 939, tedy zhruba třetina, z Německa. Velká zastoupení měly také Itálie s 397 vystavovateli, Španělsko s 211 a Francie s 175. Česká republika byla zastoupena 14 vystavovateli